# Tryphanidae
Tryphanidae é uma família de anfípodes pertencentes à ordem Amphipoda.
Género:
- Tryphana Boeck, 1871